# Polyommatus rufopunctatus
Polyommatus rufopunctatus är en fjärilsart som beskrevs av Neuburger 1907. Polyommatus rufopunctatus ingår i släktet Polyommatus och familjen juvelvingar. Inga underarter finns listade i Catalogue of Life.